# Alma Zadić

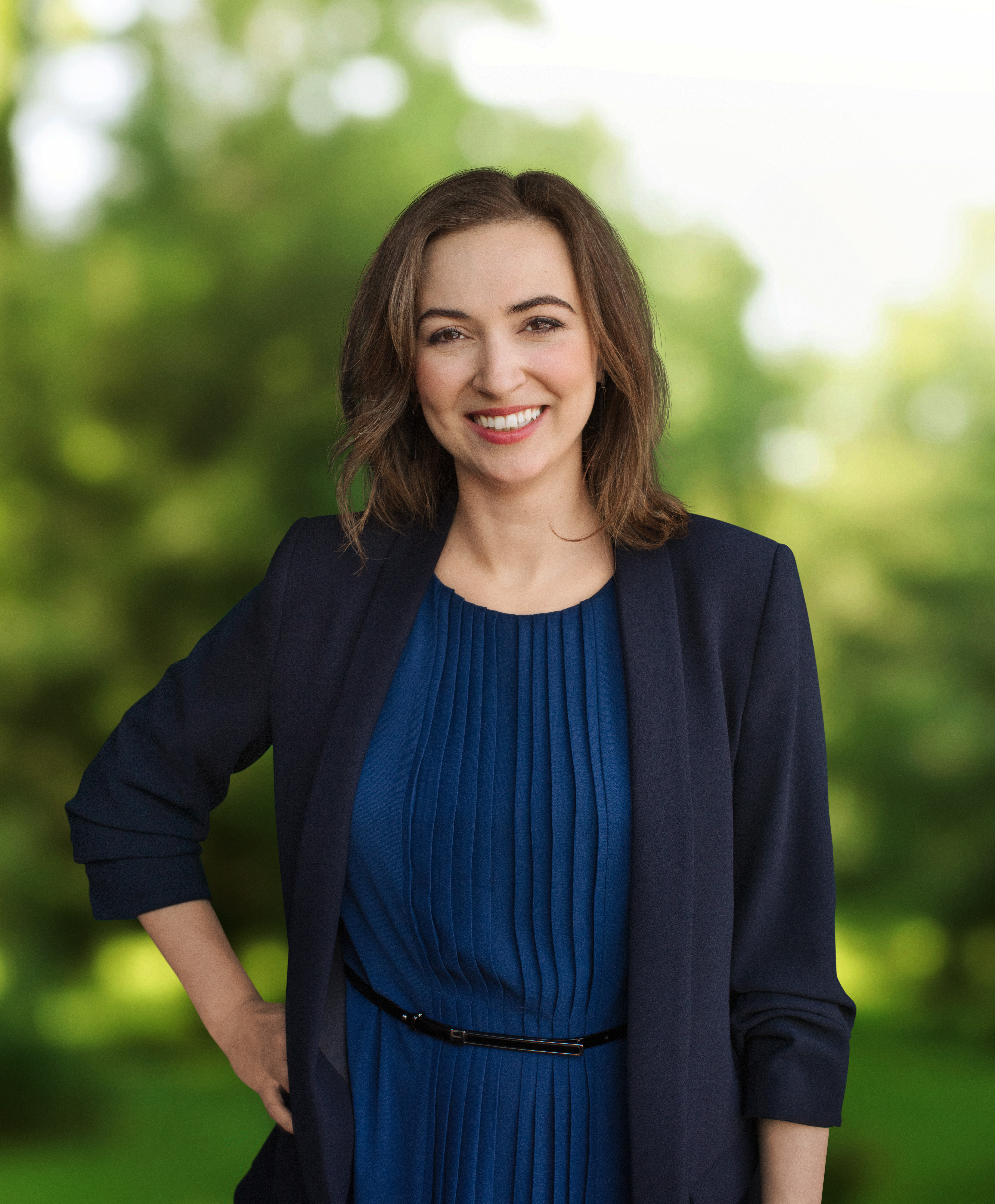
Alma Zadić (2024)

Alma Zadić (geboren am 24. Mai 1984 in Tuzla, Sozialistische Republik Bosnien und Herzegowina, Sozialistische Föderative Republik Jugoslawien) ist eine österreichische Politikerin (Die Grünen, zuvor Jetzt – Liste Pilz bzw. Liste Pilz). Sie war von 9. November 2017 bis 7. Jänner 2020 Abgeordnete zum Nationalrat und ist dies erneut seit 24. Oktober 2024.
Von 7. Jänner 2020 bis 3. März 2025 war sie Bundesministerin für Justiz der Republik Österreich in den Bundesregierungen Kurz II, Schallenberg, Nehammer und Schallenberg (einstweilig).

## Leben
Zadić wurde in Tuzla in der damaligen Sozialistischen Republik Bosnien und Herzegowina geboren, wo sie auch die Volksschule besuchte. Ihr Vater war Universitätsprofessor für Elektrotechnik, ihre Mutter arbeitete als Bauinspektorin für die Stadtgemeinde. Während des Bosnienkriegs flüchtete die Familie mit der damals zehnjährigen Alma nach Österreich.
In Wien besuchte sie die Volksschule Ortnergasse und das Realgymnasium Ettenreichgasse. Sie studierte ab 2003 an der Rechtswissenschaftlichen Fakultät der Universität Wien Rechtswissenschaften. Ein Auslandssemester verbrachte sie an der Università Cattolica del Sacro Cuore in Mailand. 2007 schloss sie ihr Studium als Magistra ab. Danach war sie bei der Internationalen Organisation für Migration in Wien und als Praktikantin beim Internationalen Tribunal für Kriegsverbrechen im ehemaligen Jugoslawien in Den Haag tätig. Ihr Gerichtsjahr absolvierte sie in Wien. Im Studienjahr 2009/10 absolvierte sie an der Columbia University in New York ihre LL.M.-Ausbildung. Sie blieb als Gastwissenschaftlerin und als Chefredakteurin bei Vale Columbia Center on Sustainable International Investment in New York.
Von 2011 bis 2015 war sie als Rechtsanwaltsanwärterin (Associate) und von 24. November 2015 bis August 2017 als Rechtsanwältin und Senior Associate bei Freshfields Bruckhaus Deringer (FBD) tätig, einer international tätigen Wirtschaftskanzlei mit Sitz in London und Standorten in 17 Ländern. Sie war in der Kanzlei im Bereich der Konfliktlösung tätig. Anlässlich ihrer Nationalratskandidatur beendete sie im August 2017 ihre Tätigkeit bei FBD und ließ sich aus der Liste der Rechtsanwälte streichen. 2017 promovierte sie an der Universität Wien zum Doktor der Rechte.

## Politische Laufbahn
Zadić ist seit 2013 Mitglied der Global Shapers Community des Weltwirtschaftsforums von Davos, einer weltweiten Vereinigung junger Menschen, die Verantwortung für den Planeten übernehmen wollen.
Zadić wurde 2017 über die Liste Pilz als Abgeordnete in den österreichischen Nationalrat gewählt. Im Juli 2019 trat sie den Grünen bei, wurde zur Nationalratswahl 2019 auf Platz fünf der grünen Bundesliste aufgestellt und im September erneut in den Nationalrat gewählt. Nach der Wahl handelte sie den ersten Koalitionsvertrag zwischen ÖVP und Grünen auf Bundesebene mit aus.
Im Jänner 2020 wurde sie Justizministerin der Koalitionsregierung aus ÖVP und Grünen und führte dieses Amt bis März 2025 aus. In den Medien wird sie oft als „erste Ministerin der Republik Österreich mit Migrationshintergrund“ bezeichnet. Sie selbst spricht von einem „Migrationsvordergrund“: Ihre Migrationsgeschichte sei während ihrer Zeit als Anwältin verblasst. Als sie in die Politik wechselte, sei sie plötzlich relevant geworden.
Nachdem auf sozialen Medien von Vertretern der österreichischen Identitären Bewegung und der FPÖ Behauptungen wie jene, dass eine muslimische Justizministerin die Scharia einführen werde, verbreitet worden waren, stellten die Grünen klar, dass Zadić ohne religiöses Bekenntnis sei. Weil es neben fremden- und frauenfeindlichen Beleidigungen auch zu Morddrohungen kam, erhielt sie am 8. Jänner 2020 Polizeischutz.
Nachdem Zadić auf Twitter Fotos eines Burschenschafters, der Donnerstagsdemonstranten von einem Fenster aus den Hitlergruß gezeigt haben soll, geteilt und dies mit „Keine Toleranz für Neonazis, Faschisten und Rassisten“ kommentiert hatte, wurde sie im November 2019 auf Antrag der abgebildeten Person wegen erlittener Kränkung vom Straflandesgericht Wien nach § 6 Mediengesetz zu einer Entschädigungszahlung von 700 Euro verpflichtet. Dabei handelt es sich um ein sogenanntes medienrechtliches Verfahren, nicht um eine strafrechtliche Verurteilung. Dagegen meldete sie Berufung an, schöpfte den Rechtsweg der Berufung schlussendlich aber nicht aus. Das erstinstanzliche Urteil ist daher rechtskräftig. Zadićs Amtsvorgänger Clemens Jabloner stellte klar, dass es sich hierbei um kein strafrechtliches Verfahren handele und es somit auch bei einem rechtskräftigen Urteil zu keinem Eintrag im Strafregister komme. Die Hetze gegen sie sei „Niedertracht“.
Ihre Amtszeit war unter anderem von der juristischen Aufarbeitung der sogenannten „Ibiza-Affäre“ und von der „Causa Pilnacek“ geprägt. Christian Pilnacek war Leiter der Strafrechtssektion im Justizministerium mit engen Verbindungen zur ÖVP. Auf einer Pressekonferenz gab sie im Mai 2020 bekannt, dass es im Ministerium nicht mehr eine gemeinsame, sondern wieder zwei Sektionen für das Strafrecht und einzelne Strafverfahren geben werde. Damit entmachtete sie auch den umstrittenen Sektionschef Pilnacek, dem mehrfach Amtsmissbrauch vorgeworfen worden war. Er musste sich erneut bewerben, um Vorsitzender einer der neuen Sektionen zu werden, was ihm gelang. Im Februar 2021 wurde er aufgrund des Verdachtes auf Verrat von Amtsgeheimnissen suspendiert, im Herbst 2023 wurde er tot aufgefunden. Pilnaceks Tod wird aufgrund eines Buchs über diesen von Peter Pilz von der FPÖ-Volksanwältin Elisabeth Schwetz amtswegig überprüft.
Zur Ibiza-Affäre erklärte sie vor dem Parlamentarischen Untersuchungsausschuss, dass sie nicht von Innenminister Karl Nehammer (ÖVP) über die Sicherstellung des Videos informiert worden sei, sondern davon erst aus den Medien erfahren habe. Sie betonte jedoch, ein sehr gutes Verhältnis zu den ÖVP-Kabinettskollegen zu haben. Untersuchungsausschussmitglied Stephanie Krisper (Neos) meinte, die „Soko Tape“, die das Video sichergestellt hatte, habe den Auftrag, sowohl der Staatsanwaltschaft Wien als auch an die Wirtschafts- und Korruptionsstaatsanwaltschaft zu berichten. Zadić erklärte, entsprechend habe die Soko auch zu handeln.
Alma Zadić stellte sich in ihrer Amtszeit mehrfach schützend vor die Arbeit der Wirtschafts- und Korruptionsstaatsanwaltschaft, die teils massiven Angriffen u. a. aus dem Bundeskanzleramt ausgesetzt war. Unter ihrer Amtsführung wurde der Kostenersatz bei Freispruch neu geregelt und Maßnahmen im Bereich Gewaltschutz angepasst. Seit 1. Jänner 2022 gilt das Sterbeverfügungsgesetz, welches die rechtlichen Voraussetzungen für den assistierten Suizid regelt. Zudem richtete Zadić eine Arbeitsgruppe zur Schaffung einer Generalstaatsanwaltschaft ein.
Im September 2020 erhielt sie zusammen mit anderen Regierungsmitgliedern eine Morddrohung. Ein 68-Jähriger drohte damit, die „Regierung auszulöschen“. Er wurde im November 2020 wegen Verhetzung in eine Anstalt für geistig abnorme Rechtsbrecher eingewiesen.
Nach antisemitischen Vorfällen in Graz im August 2020 kündigte Zadić eine baldige Überarbeitung des Verbotsgesetzes von 1947 an, wie im türkis-grünen Regierungsprogramm vorgesehen. Mit der legistischen Überarbeitung sollen Lücken wie der Tatbestand der „Teilleugnung“ geschlossen werden.
Nach der Nationalratswahl 2024 wurde sie in der am 24. Oktober 2024 beginnenden XXVIII. Gesetzgebungsperiode im Grünen Parlamentsklub Bereichssprecherin für Justiz und Korruptionsbekämpfung.

## Privatleben
Alma Zadić ist verheiratet und brachte am 6. Jänner 2021 einen Sohn zur Welt. Von Jänner 2021 bis 15. März 2021 war Zadić in Elternkarenz; während dieser Zeit wurde sie von Vizekanzler Werner Kogler im Amt vertreten. Im März 2021 ging ihr Mann in Vaterschaftsurlaub.
Am 19. Juni 2024 gab sie ihre erneute Schwangerschaft via Instagram bekannt. Auch diesmal übte sie ihre politische Funktion bis zur Geburt aus. Am 6. Dezember kam der zweite Sohn auf die Welt. Als Justizministerin wurde sie von Sozialminister Johannes Rauch vertreten. Für Politiker auf einem Mandat gelten weder Mutterschutz noch eine Karenzregelung angestellter Dienstnehmer. Am 7. Februar 2025 verlautete, dass sie am 10. Februar 2025 ihr Amt als Justizministerin wieder übernehmen wird.

## Ehrungen und Auszeichnungen
- 2025: Großes Goldenes Ehrenzeichen am Bande für Verdienste um die Republik Österreich[51][52]